# UTC+12
UTC+12 je vremenska zona.

## Kao standardno vreme (cele godine)
- Kiribati
  - Banaba i Gilbertova ostrva
- Maršalska Ostrva
- Nauru
- Rusija — Magadansko vreme (MV+8; UTC+12 od 2011)
  -  Magadanska oblast
  -  Istočni deo Republike Sahe
  -  Sahalinska oblast
    - samo Kurilska ostrva

  -  Kamčatski kraj (od 28. marta 2010 u MV+8)[1]
  -  Čukotski okrug (od 28. marta 2010 u MV+8)[1]
- Tuvalu

Zavisne teritorije:
- Vejk (SAD)
- Valis i Futuna (Francuska)

## Kao standardno vreme samo zimi (na južnoj hemisferi)
- Novi Zeland
- Fidži